# 1960년
1960년은 금요일로 시작하는 윤년이다.

## 사건
- 아프리카의 해.
- 2월 11일 - 흐루쇼프, 네루 수상 회담; 군축과 개발촉진에 합의.
- 2월 23일 - 미 해군 소속의 돈 윌시와 스위스의 탐험가이자 발명가 자크 피카르(Jacques Piccard)가 잠수정 트리에스테가2호를 타고 마리아나 해구 10,916 m (35,814 ft) 깊이까지 잠수하다.
- 2월 28일 - 2·28 대구 학생의거 발발.
- 3월 2일 - 부산 국제고무공장 화재 발생.
- 3월 8일 - 대전에서 3·8 민주의거 발발.
- 3월 15일 - 3·15 부정선거가 발생하였다.(4·19 혁명의 도화선이된 사건)
- 4월 19일 - 4·19 혁명으로 인해 부통령은 대한민국에서 폐지되었다.
- 4월 21일 - 브라질의 수도가 리우데자네이루에서 브라질리아로 이전됨.
- 4월 26일 - 제1·2·3대 대통령 이승만이 하야하였다.
- 5월 21일 - 대한민국, 내각책임제 개헌안 공고. (대한민국의 헌법 참조)
- 5월 29일 - 이승만 전 대통령이 미국 하와이로 망명하였다.
- 6월 15일 - 제2공화국 헌법안 가결.
- 6월 25일 - 6.25 전쟁 10주년.
- 8월 5일 - 부르키나파소 독립.
- 8월 7일 - 피델 카스트로, 쿠바 내 미국 자산 몰수 선언.
- 8월 8일 - 대한민국, 제2공화국 출범.
- 8월 11일 - 차드가 프랑스로부터 독립하다.
- 8월 12일 - 윤보선 대한민국의 제 4대 대통령으로 취임. 국무총리에 장면 선출.
- 8월 12일 - 첫 통신 위성인 에코 1호가 발사되다.
- 8월 14일 - 조선민주주의인민공화국 김일성, 남북연방제 제의.
- 8월 17일 - 가봉이 프랑스로부터 독립하다.
- 8월 19일 - 대한민국, 장면 제2공화국 총리에 피선.
- 8월 23일 - 대한민국, 제2공화국 초대 총리 장면(張勉) 내각 출범.
- 9월 6일 - 일본 친선사절단 내한.
- 9월 14일 - 이란, 이라크, 쿠웨이트, 사우디아라비아, 베네수엘라 등 5개 산유국, 바그다드 회의서 석유수출국기구(OPEC) 결성.
- 9월 20일 - 가봉, 니제르, 마다가스카르, 베냉, 차드, 부르키나파소, 소말리아, 카메룬, 중앙아프리카 공화국, 콩고 공화국, 콩고 민주 공화국, 키프로스, 코트디부아르, 키프로스, 토고, 유엔 가입.
- 9월 22일 - 말리, 독립하다.
- 9월 24일 - 세계 최초 원자력 항공모함인 미국의 CVN-65 엔터프라이즈, 버지니아주 뉴포트항에서 진수.
- 9월 26일 - 미국에서 존 F. 케네디와 리처드 닉슨이 처음으로 대통령 후보 텔레비전 토론을 벌이다.
- 9월 28일 - 말리, 세네갈, 유엔 가입.
- 10월 1일
  - 나이지리아가 독립하다.
  - 키프로스가 독립하다.
- 10월 7일 - 나이지리아, 유엔 가입.
- 10월 12일 - 도쿄 찌리기 사건으로 발생되었다.
- 11월 1일 - 조선민주주의인민공화국의 함흥시가 함경남도에서 분리되어 "함흥직할시"로 신설되다. 이후 이듬해 흥남시가 함흥시로 흡수.
- 11월 7일 - 미국 35대 대통령 존 F. 케네디 당선.
- 11월 28일 - 모리타니가 프랑스로부터 독립하였다.
- 12월 30일 - 윤보선 대한민국 대통령이 대통령의 관저 이름을 경무대에서 청와대로 개명하였다.

## 문화
- 4월 18일 - 서강대학교 개교.
- 8월 25일 ~ 9월 11일 - 제17회 로마 올림픽 개최.
- 10월 12일 - 서울특별시 용산구 소재 효창 운동장 개장.
- 9월 10일 -
  - '맨발의 왕자'로 불린 에티오피아 마라토너 비킬라 아베베, 제17회 로마 올림픽 마라톤서 2시간 15분 16초의 세계신기록으로 우승.
  - 일본 NHK 종합 텔레비전, 컬러 텔레비전 방송 개시.

## 인구
- 세계의 인구: 3,021,475,000명
  - 아프리카: 277,398,000명
  - 아시아: 1,701,336,000명
  - 유럽: 604,401,000명
  - 라틴아메리카: 218,300,000명
  - 북아메리카: 204,152,000명
  - 오세아니아: 15,888,000명

## 탄생

### 1월
- 1월 1일
  - 대한민국의 작곡가, 피아니스트 양방언.
  - 미국의 기업인 마이클 린턴.
- 1월 2일
  - 대한민국의 전 야구 선수, 현 야구 코치 오대석.
  - 일본의 만화가 우라사와 나오키.
- 1월 3일 - 대한민국의 문학 겸 정치인 정도상.
- 1월 8일 - 대한민국의 법조인, 정치인 주호영.
- 1월 10일 - 대한민국의 야구 선수 양승호.
- 1월 11일 - 대한민국의 금융인 나재철.
- 1월 12일 - 타지키스탄 출신 축구 선수 신의손.
- 1월 16일 - 대한민국의 전 가수 장혜리.
- 1월 18일 - 영국의 배우 마크 라일런스.
- 1월 19일
  - 대한민국의 정치인, 교수 박형준.
  - 대한민국의 방송인 김승현.
  - 이탈리아의축구 선수, 지도자 마우로 타소티.
- 1월 20일 - 대한민국의 공무원 정황근.
- 1월 22일 - 대한민국의 정치가 박영선.
- 1월 23일 - 대한민국의 배우 송금식.
- 1월 24일 - 대한민국의 배우 임예진.
- 1월 25일
  - 대한민국의 정치인 유성엽.
  - 일본의 성우 나라하시 미키.
  - 대한민국의 배우 차화연.
- 1월 26일 - 미국의 프로레슬링 선수 로드 워리어 애니멀. (~2020년)
- 1월 27일 - 탄자니아의 정치인, 대통형 사미아 술루후 하산.
- 1월 29일 - 미국의 다이빙 선수 그레그 루가니스.
- 1월 31일 - 대한민국의 소설가 안재성.

### 2월
- 2월 1일 - 대한민국의 배우 이미경. (~2004년)
- 2월 3일 - 독일의 전 축구 선수, 현 축구 감독 요아힘 뢰프.
- 2월 4일 - 대한민국의 소설가 정미경. (~2017년)
- 2월 5일 - 대한민국의 배우 최운교.
- 2월 6일
  - 미국의 레슬링 선수 루 배낵.
  - 미국의 레슬링 선수 에드 배낵.
- 2월 7일
  - 대한민국의 경제학자 정태인. (~2022년)
  - 일본의 성우, 연극배우 마츠모토 야스노리.
  - 미국의 배우 제임스 스페이더.
- 2월 8일
  - 포르투갈의 연극 배우, 영화배우 누노 메로.
  - 필리핀의 제15대 대통령 베니그노 아키노 3세. (~2021년)
- 2월 10일
  - 대한민국의 축구 선수 정용환. (~2015년)
  - 대한민국의 가수 김정은.
- 2월 11일 - 대한민국의 배우 전광렬.
- 2월 13일
  - 이탈리아의 축구 심판 피에를루이지 콜리나.
  - 미국의 배우 맷 샐린저.
- 2월 18일 - 대한민국의 정치인 이승로.
- 2월 19일 - 영국의 왕족 요크 공작 앤드루.
- 2월 20일
  - 일본의 메카닉 디자이너, 에니메이션 감독, 연출가 카와모리 쇼지.
  - 미국의 영화배우, 성우, 각본가, 안무가, 영화 감독, 작가, 무대 연출가 웬디 리.
- 2월 21일 - 미국의 정치인 리사 블런트 로체스터.
- 2월 22일 - 대한민국의 피아니스트, 교육자 김광민.
- 2월 23일
  - 일본의 천황 나루히토.
  - 스페인의 배우 루이사 마르틴.
- 2월 24일 - 대한민국의 성우 임은정.
- 2월 25일
  - 대한민국의 교육인 이병태.
  - 네덜란드의 축구 선수 로프 란스베르헌. (~2022년)
- 2월 26일 - 독일의 배우, 각본가 루트거 피스토어.
- 2월 27일 - 영국과 미국의 경제학자 제임스 A. 로빈슨.
- 2월 28일 - 캐나다의 배우, 모델 도로시 스트래튼.
- 2월 29일
  - 자유중화민국 타이완 대학 교수 출신 외교관 마이클 솅 티 고.
  - 미국의 작가 앤서니 로빈스.

### 3월
- 3월 1일
  - 대한민국의 축구 지도자 김학범.
  - 대한민국의 지방의회 임재구. (~2020년)
- 3월 5일 - 대한민국의 배우 차영옥.
- 3월 6일
  - 대한민국의 작곡가 이영훈. (~2008년)
  - 대한민국의 음악가 조동익.
- 3월 7일 - 미국의 테니스 선수 이반 렌들.
- 3월 12일 - 대한민국의 문학.예술인 장창호.
- 3월 13일
  - 대한민국의 시인 기형도. (~1989년)
  - 대한민국의 정치인 노태강.
  - 영국의 베이시스트 애덤 클레이턴.
  - 아르헨티나의 축구 감독 호르헤 삼파올리.
- 3월 15일 - 대한민국의 방송인, 대표이사 송병준.
- 3월 16일 - 대한민국의 배우, 희극인 이재포.
- 3월 19일 - 대한민국의 기업인 이재현.
- 3월 20일 - 라투니아의 수영 선수 로베르타스 줄파. (~2024년)
- 3월 21일 - 브라질의 자동차 경주 선수 아이르통 세나. (~1994년)
- 3월 22일 - 대한민국의 야구 선수, 현 야구 감독 황병일.
- 3월 25일 - 대한민국의 가수 최성수.
- 3월 26일 - 대한민국의 영화 제작자 차승재.
- 3월 27일 - 대한민국의 배구 선수 이정철.
- 3월 28일 - 대한민국의 성우 권영호.
- 3월 29일 - 일본의 성우 츠루 히로미.
- 3월 30일 - 대한민국의 문학평론가 고미숙.
- 3월 31일 - 대한민국의 성우 김관철.

### 4월
- 4월 1일
  - 대한민국의 배우 왕태언.
  - 일본의 성우 쿠지라.
- 4월 2일
  - 대한민국의 언론인 이한영. (~1997년)
  - 대한민국의 배우 이미숙.
- 4월 3일 - 중국의 소설가 위화.
- 4월 4일 - 오스트레일리아의 배우 휴고 위빙.
- 4월 6일
  - 대한민국의 배우 김규철.
  - 대한민국의 만화가 김진.
- 4월 7일 - 대한민국의 전문직업인 서정.
- 4월 8일
  - 미국의 소프라노 가수 데버러 보이트.
  - 미국의 배우 존 슈나이더.
- 4월 9일 - 스페인의 영화 감독 이자벨 코셰트.
- 4월 11일
  - 대한민국의 가수 김종찬.
  - 대한민국의 정치인, 기초지방자치단체장 함명준.
  - 대한민국의 기업인 정태영.
- 4월 13일
  - 독일의 전 축구 선수, 현 축구 감독 루디 푈러.
  - 캐나다의 의사 키스 마틴.
- 4월 16일
  - 스페인의 전 축구 선수, 현 축구 감독 라파엘 베니테스.
  - 독일의 전 축구 선수 피에르 리트바르스키.
- 4월 18일 - 미국의 프로레슬링 선수 스티브 롬바디.
- 4월 20일 - 쿠바의 정치인 미겔 디아스카넬.
- 4월 22일 - 대한민국의 배우 박철호.
- 4월 23일 - 미국의 배우 밸러리 버티넬리.
- 4월 24일
  - 대한민국의 성우 윤소라.
  - 대한민국의 배우 원미경.
  - 일본의 성우 키쿠치 마사미.
- 4월 26일 - 대한민국의 사회운동가, 정치인 유승희.
- 4월 27일 - 대한민국의 가수, 사업가 방미.
- 4월 28일
  - 대한민국의 충청남도 홍성군의원, 충청남도의원 이종화.
  - 일본의 정치인 쓰지모토 기요미.
  - 미국의 성우 스티븐 블룸.
  - 이탈리아의 전 축구 선수, 축구 감독 발테르 젱가.
- 4월 29일 - 대한민국의 정치인 권성동.

### 5월
- 5월 2일
  - 대한민국의 야구 선수 김용수.
  - 대한민국의 정치인 백성현.
  - 영국의 영화감독 스티븐 돌드리.
  - 영국의 육상 선수 마이크 맥팔레인. (~2023년)
- 5월 3일 - 대한민국의 예술 경영인 김주호. (~2013년)
- 5월 5일
  - 대한민국의 성우 이선호.
  - 대한민국의 야구 선수 장호연.
  - 일본의 정치인 오노데라 이쓰노리.
- 5월 6일 - 대한민국의 정치인. 서울특별시 중구의원 김영선. (~2015년)
- 5월 7일 - 소련의 육상 선수 알렉산드르 시도렌코. (~2022년)
- 5월 8일
  - 이탈리아의 전 축구 선수 프란코 바레시.
  - 카자흐스탄의 사격 선수 세르게이 벨랴예프. (~2020년)
- 5월 9일
  - 대한민국의 정치인 민영삼.
  - 미국의 야구 선수 토니 그윈. (~2014년)
- 5월 10일
  - 아일랜드의 락 밴드 U2의 보컬리스트 보노.
  - 대한민국의 경제학자, 작가 공병호.
  - 대한민국의 배우 권기선.
- 5월 11일 - 대한민국의 전 입법공무원 김승현.
- 5월 12일
  - 일본의 싱어송라이터 니이하라 미노루.
  - 오스트레일리아의 마라톤 선수 리사 마틴.
- 5월 15일
  - 대한민국의 경상북도 포항시의원 이해수.
  - 일본의 음악가 이노우에 슌지.
- 5월 16일 - 대한민국의 변호사, 정치인. 제15·16·17·18·21대 국회의원 김영선.
- 5월 18일
  - 핀란드의 전 아이스하키 선수 야리 쿠리.
  - 프랑스의 전직 테니스 선수, 가수 야니크 노아.
- 5월 19일 - 대한민국의 전 기업인 박영신.
- 5월 20일 - 미국의 배우 토니 골드윈.
- 5월 21일 - 미국의 연쇄 살인범 제프리 다머. (~1994년)
- 5월 22일 - 일본의 영화 감독 안노 히데아키.
- 5월 23일 - 대한민국의 성우 이선주.
- 5월 24일
  - 불가리아의 레슬링 선수 스토얀 발로프.
  - 영국의 배우 크리스틴 스콧 토머스.
- 5월 25일
  - 대한민국의 축구 선수, 지도자 오연교. (~2000년)
  - 미국의 재즈 트럼펫 연주자 월러스 로니. (~2020년)
- 5월 27일
  - 대한민국의 대중 음악가 정원영.
  - 소련의 수영 선수 알렉산드르 시도렌코. (~2022년).
- 5월 28일 - 대한민국의 성우 장주영.
- 5월 29일 - 대한민국의 작가 김영일.
- 5월 30일 - 대한민국의 희극인 김형곤. (~2006년)

### 6월
- 6월 1일 - 대한민국의 기자 김세용.
- 6월 3일
  - 대한민국의 전 농구 선수, 농구 지도자 김현준. (~1999년)
  - 대한민국의 저술가 겸 대학 교수 이재교.
  - 미국의 정치인 제프 콜리어.
- 6월 5일 - 대한민국의 야구 선수 김동철. (~1983년)
- 6월 6일
  - 대한민국의 소설가 김유미.
  - 미국의 기타연주가, 작곡가, 싱어송라이터 스티브바이.
- 6월 7일
  - 대한민국의 가수 이화. (~2019년)
  - 일본의 만화가 아라키 히로히코.
- 6월 10일 - 대한민국의 언론인 김정훈.
- 6월 13일
  - 대한민국의 희극인 이상운.
  - 대한민국의 정치인 정동균. (~2024년)
- 6월 14일 - 일본의 정치인 나가쓰마 아키라.
- 6월 15일 - 대한민국의 레슬링 선수, 기업인 김영남.
- 6월 16일 - 대한민국의 프로듀서 김영희.
- 6월 17일 - 미국의 배우 토머스 헤이든 처치.
- 6월 18일 - 대한민국의 정치인 김정호.
- 6월 19일 - 대한민국의 학원인 오성식.
- 6월 20일 - 대한민국의 정치인 구논회. (~2006년)
- 6월 21일 - 칠레의 정치인, 외교관 무사 파키.
- 6월 22일
  - 미국의 소비자 운동가 겸 환경 운동가 에린 브로코비치.
  - 미국의 정치인 애덤 시프.
  - 미국의 배우 트레이시 폴런.
- 6월 24일 - 미국의 레슬링 선수 네이트 카.

### 7월
- 7월 1일
  - 대한민국의 역사학자 김보한. (~2021년)
  - 대한민국의 기업인 박진규.
  - 대한민국의 정치인, 경제학자 이종훈.
  - 일본의 성우 이시이 코지.
- 7월 2일 - 대한민국의 정치가 정봉주.
- 7월 4일
  - 대한민국의 셰프 여경래.
  - 미국의 프로레슬링 선수 시드 유디. (~2024년)
- 7월 5일 - 대한민국의 소설가 성석제.
- 7월 7일
  - 대한민국의 노동운동가 김진숙.
  - 불가리아의 레슬링 선수 지프코 반겔로프.
  - 중화인민공화국의 배우, 감독, 극작가 잉다.
- 7월 8일
  - 대한민국의 전 야구 선수, 전 야구 감독, 현 야구 코치 한대화.
  - 독일의 레슬링 선수 안드레아스 슈뢰더.
- 7월 11일 - 이란의 영화감독 자파르 파나히.
- 7월 12일 - 대한민국의 레슬링 선수 손갑도.
- 7월 13일 - 불가리아의 권투 선수 이바일로 마리노프.
- 7월 14일 - 베냉의 싱어송라이터 앙젤리크 키조.
- 7월 15일 - 대한민국의 배우 윤철형.
- 7월 16일 - 대한민국의 서예가 전상모.
- 7월 17일 - 홍콩의 배우, 무술가 로빈 쇼우.
- 7월 18일 - 대한민국의 아나운서 김태욱. (~2021년)
- 7월 20일
  - 대한민국의 시사평론가 유창선.
  - 대한민국의 공무원 박영준.
- 7월 23일 - 대한민국의 성우 김민석.
- 7월 25일
  - 대한민국의 성우 김혜경.
  - 대한민국의 정치인, 국회의원 염태영.
- 7월 26일
  - 대한민국의 검사, 정치인 주광덕.
  - 대한민국의 한나라당 소속 제18대 국회의원 정옥임.
- 7월 27일 - 대한민국의 의원 조성혜.
- 7월 28일 - 대한민국의 가수 이경.
- 7월 29일 - 대한민국의 정치인 추경호.
- 7월 30일
  - 미국의 영화 감독 리처드 링클레이터.
  - 필리핀의 영화감독 브릴란테 멘도사.
  - 미국의 군인 게리 고든. (~1993년)

### 8월
- 8월 1일
  - 미국의 권투 선수 헨리 틸먼.
  - 아일랜드의 정치인 마이클 마틴.
- 8월 2일 - 대한민국의 전 기업인 이영원.
- 8월 4일
  - 대한민국의 전 야구 선수 이광길.
  - 스페인의 정치인 호세 루이스 로드리게스 사파테로.
- 8월 5일 - 대한민국의 전 야구 선수, 전 야구 감독 김진욱.
- 8월 6일
  - 일본의 전 야구 선수 모리와키 히로시.
  - 대한민국의 가수 진성.
- 8월 8일
  - 대한민국의 가수 임병수.
  - 조선민주주의인민공화국의 정치인 리룡남.
- 8월 10일
  - 대한민국의 배우 김진화.
  - 스페인의 배우 안토니오 반데라스.
- 8월 11일
  - 대한민국의 배우 이근희.
  - 일본의 만화가 카미키타 후타고.
- 8월 12일 - 대한민국의 정치인 이상철.
- 8월 14일
  - 대한민국의 배우 송옥숙.
  - 영국의 싱어송라이터, 배우 사라 브라이트만.
  - 러시아의 육상 선수 이고리 니쿨린. (~2021년)
- 8월 17일
  - 대한민국의 정치인 윤관석.
  - 미국의 배우 숀 펜.
- 8월 20일 - 대한민국의 전 기업인 나기철.
- 8월 21일 - 체코의 사격 선수 미로슬라프 바르가.
- 8월 23일 - 일본의 정치인 마부치 스미오.
- 8월 24일
  - 일본의 영화 감독 미이케 다카시.
  - 미국의 전 야구 선수 칼 립켄 주니어.
- 8월 25일
  - 대한민국의 정치인 윤병태.
  - 대한민국의 희극인 김은우.
- 8월 29일 - 대한민국의 정치인 곽정숙. (~2016년)
- 8월 30일 - 대한민국의 정치인 김교흥.
- 8월 31일 - 레바논의 정치인 하산 나스랄라.

### 9월
- 9월 3일 - 대한민국의 화학공학자 박남규.
- 9월 4일 - 대한민국의 정치인 정진석.
- 9월 6일
  - 대한민국의 방송인 황인수.
  - 대한민국의 배우 차기환.
- 9월 8일 - 대한민국의 정치인 이동진.
- 9월 9일
  - 대한민국의 배우 천호진.
  - 대한민국의 배우, 영화 제작자 휴 그랜트.
- 9월 10일
  - 대한민국의 배구 선수 장윤창. (~2025년)
  - 영국의 배우 콜린 퍼스.
- 9월 11일
  - 멕시코의 테너 가수 라몬 바르가스.
  - 일본의 배우, 가수, 성우 스즈카제 마요.
  - 일본의 전자공학자 아마노 히로시.
- 9월 12일 - 대한민국의 바둑 기사 박영찬.
- 9월 13일 - 대한민국의 시민운동가 이정희.
- 9월 14일
  - 미국의 배우 멀리사 리오.
  - 독일의 영화 감독 크리스티안 페촐트.
- 9월 16일 - 일본의 성우 소노베 케이이치.
- 9월 17일 - 대한민국의 공기업인 김태호.
- 9월 18일
  - 대한민국의 정치인 김선교.
  - 이집트의 산업 디자이너 카림 라시드.
- 9월 19일 - 대한민국의 정치인 추경호.
- 9월 21일
  - 대한민국의 희극인, 방송인 이경규.
  - 캐나다의 배우 데이비드 제임스 엘리엇.
  - 미국의 배우 메리 마라. (~2022년)
- 9월 24일 - 대한민국의 성우 김경민.
- 9월 25일
  - 일본의 만화가 다다 가오루. (~1999년)
  - 우크라이나의 전 축구 선수, 정치인 이고리 벨라노프.
- 9월 27일 - 대한민국의 배우 김민경. (~2021년)

### 10월
- 10월 1일
  - 대한민국의 배우 경인선.
  - 일본의 배우 히라세 리에.
- 10월 4일 - 대한민국의 정치인, 제7대 울주군수 이선호.
- 10월 5일 - 브라질의 전 축구 선수 카레카.
- 10월 6일 - 미국의 기업인 엘리스 쇼트.
- 10월 7일 - 대한민국의 행정가, 감사원장 최재해.
- 10월 8일
  - 대한민국의 대한법률구조공단 조상희.
  - 미국의 기업인 리드 헤이스팅스.
- 10월 9일 - 일본의 문예평론가 후쿠다 가즈야. (~2024년)
- 10월 10일 - 대한민국의 가수 이진관.
- 10월 11일 - 대한민국의 배우 김병옥.
- 10월 12일 - 일본의 배우 사나다 히로유키.
- 10월 13일
  - 대한민국의 배우 박세준.
  - 대한민국의 기업인 유종현.
- 10월 14일 - 대한민국의 드라마 작가 임성한.
- 10월 15일
  - 대한민국의 정치인. 제17대 국회의원 김영대.
  - 미국의 논픽션 작가 겸 금융 저널리스트 마이클 루이스.
- 10월 16일 - 대한민국의 배우 정원중.
- 10월 18일
  - 벨기에의 영화 배우 장클로드 반담.
  - 미국의 촬영 감독 존 슈워츠먼.
- 10월 21일 -일본의 작곡가 센주 아키라.
- 10월 23일
  - 대한민국의 정치인 이재현.
  - 미국의 컴퓨터 공학자 랜디 포시. (~2008년)
  - 일본의 전직 자위대원, 정치인 사토 마사히사.
- 10월 24일 - 대한민국의 프로듀서, 연출자 김병욱.
- 10월 25일
  - 대한민국의 영화 감독, 각본가 홍상수.
  - 대한민국의 정치인, 민선 6기 경상남도 창녕군의원 박재홍.
- 10월 28일 - 일본의 애니메이션 연출가, 각본가, 감독 후쿠다 미츠오.
- 10월 29일 - 카자흐스탄의 기업가 블라디미르 킴.
- 10월 30일
  - 대한민국의 배우 맹상훈.
  - 아르헨티나의 축구 선수 디에고 마라도나. (~2020년)
- 10월 31일
  - 프랑스의 영화 감독 아르노 데플레생.
  - 이란의 전 황태자 레자 팔라비.

### 11월
- 11월 1일
  - 미국의 기업인 팀 쿡.
  - 멕시코 태생 미국의 야구 선수 페르난도 발렌수엘라. (~2024년)
- 11월 2일
  - 대한민국의 산악인 엄홍길.
  - 미국의 레슬링 선수 브루스 바움가트너.
  - 태국의 가수, 배우 폰삭 송생. (~2021년)
  - 이란의 군인 모하마드 레자 자헤디. (~2024년)
- 11월 5일 - 영국의 배우 틸다 스윈튼. (~2024년)
- 11월 7일 - 대한민국의 축구 선수 김석원.
- 11월 8일 - 스웨덴의 배우 미카엘 뉘크비스트
- 11월 9일 - 독일의 전 축구 선수, 축구 감독 안드레아스 브레메. (~2024년)
- 11월 10일
  - 대한민국의 영화 감독 강우석.
  - 잉글랜드의 소설가 닐 게이먼.
  - 일본의 가수, 배우 카와시마 나오미. (~2015년)
- 11월 11일 - 미국의 영화배우 스탠리 투치.
- 11월 13일 - 대한민국의 배우 이일재. (~2019년)
- 11월 14일 - 대한민국의 성우 이재용.
- 11월 15일 - 대한민국의 MC 겸 가수 이승운 (~2009년)
- 11월 17일 - 미국의 배우, 가수 루폴.
- 11월 18일 - 중화민국의 정치인 장이화.
- 11월 19일
  - 대한민국의 배우 이휘향.
  - 일본의 성우 나카 히로시.
- 11월 20일 - 대한민국의 방송인 최일구.
- 11월 22일
  - 프랑스의 영화 감독 레오스 카락스.
  - 홍콩의 영화배우, 방송인 쩡웨이취안. (~2020년)
- 11월 23일
  - 대한민국의 배우 박세범.
  - 미국의 뉴스 캐스터 로빈 로버츠.
- 11월 25일
  - 대한민국의 제 5대 국가안보실장 김성한.
  - 미국의 정치인, 변호사 존 F. 케네디 주니어. (~1999년)
- 11월 26일
  - 대한민국의 배우 강신일.
  - 대한민국의 의사 출신 정치인 서명옥.
- 11월 27일
  - 미국의 정치인 팀 폴렌티.
  - 우크라이나의 정치인 율리야 티모셴코.
- 11월 30일
  - 대한민국의 배우, 가수 최란.
  - 영국의 전 축구 선수 게리 리네커.
  - 이스라엘, 팔레스타인의 배우 히암 아바스.

### 12월
- 12월 1일
  - 대한민국의 아나운서 배기완.
  - 대한민국의 정치인 박선숙.
- 12월 2일 - 대한민국의 언론인 박기성.
- 12월 3일
  - 대한민국의 언론인 최민희.
  - 대한민국의 기업인 최태원.
  - 미국의 배우 줄리앤 무어.
- 12월 4일 - 대한민국의 가수 서동진.
- 12월 7일 - 프랑스의 영화 감독 압둘라티프 케시시.
- 12월 8일 - 대한민국의 로봇공학자 고경철.
- 12월 10일 - 영국의 배우, 영화 감독 케네스 브래나.
- 12월 12일
  - 대한민국의 시각예술가 홍성석.
  - 대한민국의 성우 강희선.
  - 대한민국의 배우 이경영.
- 12월 14일
  - 이란의 제8대 대통령 에브라힘 라이시. (~2024년)
  - 영국의 전직 축구 선수 크리스 워들.
- 12월 17일 - 일본의 성우 TARAKO. (~2024년)
- 12월 18일
  - 대한민국의 제20대 대통령 윤석열.
  - 일본의 경제학자, 경제평론가 우에쿠사 가즈히데.
- 12월 20일
  - 대한민국의 영화감독 김기덕. (~ 2020년)
  - 대한민국의 교육인, 정치인 송재호.
- 12월 21일 - 대한민국의 전 야구 선수 이상윤.
- 12월 22일
  - 일본의 기업인 히라이 카즈오.
  - 미국의 화가 장미셸 바스키아. (~1988년)
- 12월 23일
  - 일본의 추리 소설가 아야쓰지 유키토.
  - 일본의 일러스트레이터, 애니메이터 이노마타 무츠미.
- 12월 26일 - 뉴질랜드의 배우 테뮤라 모리슨.
- 12월 28일
  - 대한민국의 배우 김형일.
  - 미국의 자동차 경주, 배우, 영화 제작자 채드 맥퀸. (~2024년)

### 미상
- 대한민국의 시인 김선태.
- 대한민국의 작가 김지수.
- 대한민국의 교수 김지수.
- 대한민국의 배우 김자영.
- 대한민국의 배우 박지일.
- 대한민국의 경제학자 이종화.
- 대한민국의 방송 PD 전기상. (~2018년)
- 대한민국의 미생물학자 정재웅.
- 대한민국의 가수 최영철.
- 대한민국의 영화배우 김형준.
- 대한민국의 교수 박영태.
- 레바논 태생의 미국 경영학자, 통계학자, 수필가, 위기분석전문가 나심 니컬러스 탈레브.
- 프랑스의 정신과 의사 엘사 카야. (~2015년)
- 미국의 배우 올리버 플랫.
- 일본의 가수 니이하라 미노루.
- 나이지리아의 범죄자 아부바카르 셰카우. (~2021년)

- 조 심프슨.

## 사망

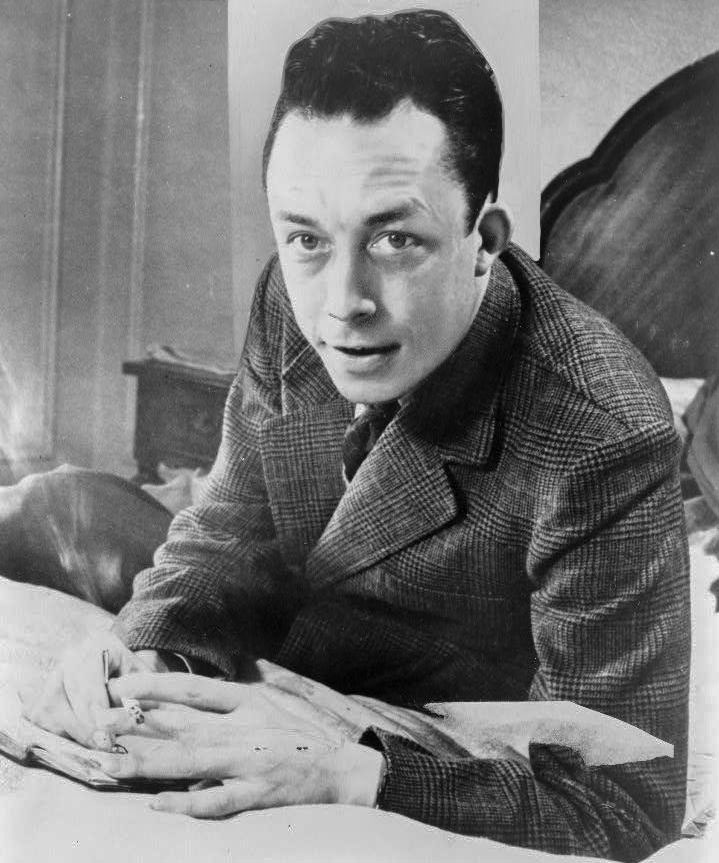
알베르 카뮈

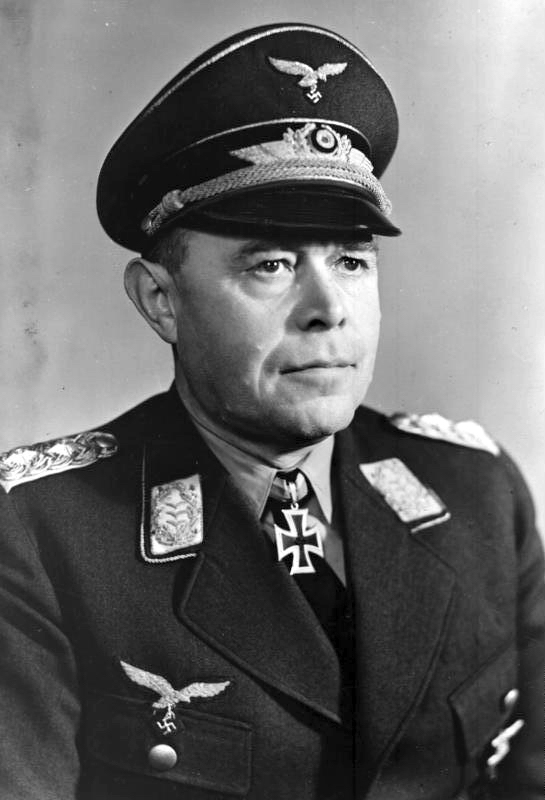
알베르트 케셀링

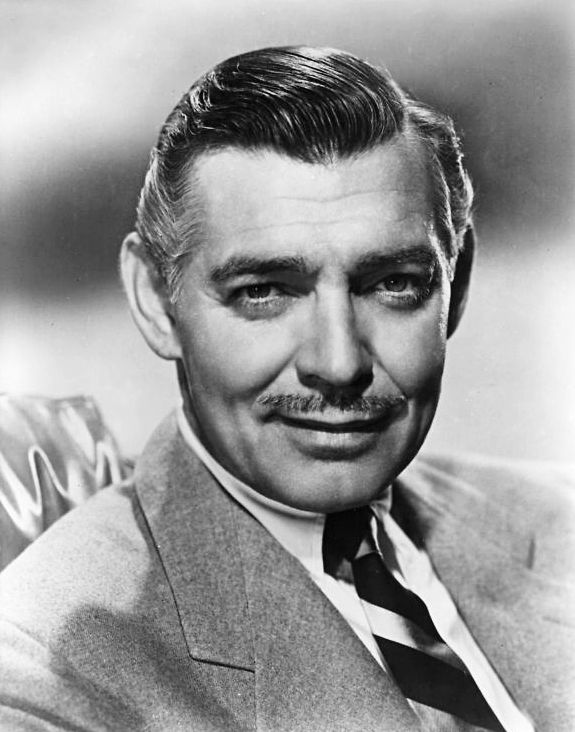
클라크 게이블

- 1월 6일 - 프랑스의 작가 알베르 카뮈. (1913년~)
- 2월 15일 - 대한민국의 독립운동가, 정치인 조병옥. (1894년~)
- 2월 29일 - 미국의 FBI 요원 멜빈 퍼비스. (1903년~)
- 4월 4일 -  나치 친위대 SS소령 알프레트 나우요크스. (1911년~)
- 4월 21일 - 대한민국의 소설가 이무영. (1908년~)
- 4월 28일 - 대한민국의 정치인 이기붕. (1896년~)
- 7월 16일 - 독일의 군인 알베르트 케셀링. (1885년~)
- 8월 5일 - 대한민국의 정치인 강세형. (1899년~)
- 9월 15일 - 우루과이의 축구 선수, 축구 감독 엑토르 카스트로. (1904년~)
- 10월 12일 - 일본의 정치인 아사누마 이네지로. (1898년~)
- 11월 16일 - 미국의 배우 클라크 게이블. (1901년~)
- 12월 7일 - 루마니아의 피아노 연주자 클라라 하스킬. (1895년~)

## 노벨상
- 문학상: 생 종 페르스
- 물리학상: 도널드 글레이저
- 생리학 및 의학상: 맥팔레인 버넷, 피터 B. 메더워
- 평화상: 앨버트 루툴리
- 화학상: 월라드 리비

## 특징
마라도나교의 교리상 1960년이 원년에 해당된다.

## 달력
| 1월 |    |    |    |    |    |    |
| 일  | 월 | 화 | 수 | 목 | 금 | 토 |
|     |    |    |    |    | 1  | 2  |
| 3   | 4  | 5  | 6  | 7  | 8  | 9  |
| 10  | 11 | 12 | 13 | 14 | 15 | 16 |
| 17  | 18 | 19 | 20 | 21 | 22 | 23 |
| 24  | 25 | 26 | 27 | 28 | 29 | 30 |
| 31  |    |    |    |    |    |    |

| 2월 |    |    |    |    |    |    |
| 일  | 월 | 화 | 수 | 목 | 금 | 토 |
|     | 1  | 2  | 3  | 4  | 5  | 6  |
| 7   | 8  | 9  | 10 | 11 | 12 | 13 |
| 14  | 15 | 16 | 17 | 18 | 19 | 20 |
| 21  | 22 | 23 | 24 | 25 | 26 | 27 |
| 28  | 29 |    |    |    |    |    |

| 3월 |    |    |    |    |    |    |
| 일  | 월 | 화 | 수 | 목 | 금 | 토 |
|     |    | 1  | 2  | 3  | 4  | 5  |
| 6   | 7  | 8  | 9  | 10 | 11 | 12 |
| 13  | 14 | 15 | 16 | 17 | 18 | 19 |
| 20  | 21 | 22 | 23 | 24 | 25 | 26 |
| 27  | 28 | 29 | 30 | 31 |    |    |

| 4월 |    |    |    |    |    |    |
| 일  | 월 | 화 | 수 | 목 | 금 | 토 |
|     |    |    |    |    | 1  | 2  |
| 3   | 4  | 5  | 6  | 7  | 8  | 9  |
| 10  | 11 | 12 | 13 | 14 | 15 | 16 |
| 17  | 18 | 19 | 20 | 21 | 22 | 23 |
| 24  | 25 | 26 | 27 | 28 | 29 | 30 |

| 5월 |    |    |    |    |    |    |
| 일  | 월 | 화 | 수 | 목 | 금 | 토 |
| 1   | 2  | 3  | 4  | 5  | 6  | 7  |
| 8   | 9  | 10 | 11 | 12 | 13 | 14 |
| 15  | 16 | 17 | 18 | 19 | 20 | 21 |
| 22  | 23 | 24 | 25 | 26 | 27 | 28 |
| 29  | 30 | 31 |    |    |    |    |

| 6월 |    |    |    |    |    |    |
| 일  | 월 | 화 | 수 | 목 | 금 | 토 |
|     |    |    | 1  | 2  | 3  | 4  |
| 5   | 6  | 7  | 8  | 9  | 10 | 11 |
| 12  | 13 | 14 | 15 | 16 | 17 | 18 |
| 19  | 20 | 21 | 22 | 23 | 24 | 25 |
| 26  | 27 | 28 | 29 | 30 |    |    |

| 7월 |    |    |    |    |    |    |
| 일  | 월 | 화 | 수 | 목 | 금 | 토 |
|     |    |    |    |    | 1  | 2  |
| 3   | 4  | 5  | 6  | 7  | 8  | 9  |
| 10  | 11 | 12 | 13 | 14 | 15 | 16 |
| 17  | 18 | 19 | 20 | 21 | 22 | 23 |
| 24  | 25 | 26 | 27 | 28 | 29 | 30 |
| 31  |    |    |    |    |    |    |

| 8월 |    |    |    |    |    |    |
| 일  | 월 | 화 | 수 | 목 | 금 | 토 |
|     | 1  | 2  | 3  | 4  | 5  | 6  |
| 7   | 8  | 9  | 10 | 11 | 12 | 13 |
| 14  | 15 | 16 | 17 | 18 | 19 | 20 |
| 21  | 22 | 23 | 24 | 25 | 26 | 27 |
| 28  | 29 | 30 | 31 |    |    |    |

| 9월 |    |    |    |    |    |    |
| 일  | 월 | 화 | 수 | 목 | 금 | 토 |
|     |    |    |    | 1  | 2  | 3  |
| 4   | 5  | 6  | 7  | 8  | 9  | 10 |
| 11  | 12 | 13 | 14 | 15 | 16 | 17 |
| 18  | 19 | 20 | 21 | 22 | 23 | 24 |
| 25  | 26 | 27 | 28 | 29 | 30 |    |

| 10월 |    |    |    |    |    |    |
| 일   | 월 | 화 | 수 | 목 | 금 | 토 |
|      |    |    |    |    |    | 1  |
| 2    | 3  | 4  | 5  | 6  | 7  | 8  |
| 9    | 10 | 11 | 12 | 13 | 14 | 15 |
| 16   | 17 | 18 | 19 | 20 | 21 | 22 |
| 23   | 24 | 25 | 26 | 27 | 28 | 29 |
| 30   | 31 |    |    |    |    |    |

| 11월 |    |    |    |    |    |    |
| 일   | 월 | 화 | 수 | 목 | 금 | 토 |
|      |    | 1  | 2  | 3  | 4  | 5  |
| 6    | 7  | 8  | 9  | 10 | 11 | 12 |
| 13   | 14 | 15 | 16 | 17 | 18 | 19 |
| 20   | 21 | 22 | 23 | 24 | 25 | 26 |
| 27   | 28 | 29 | 30 |    |    |    |

| 12월 |    |    |    |    |    |    |
| 일   | 월 | 화 | 수 | 목 | 금 | 토 |
|      |    |    |    | 1  | 2  | 3  |
| 4    | 5  | 6  | 7  | 8  | 9  | 10 |
| 11   | 12 | 13 | 14 | 15 | 16 | 17 |
| 18   | 19 | 20 | 21 | 22 | 23 | 24 |
| 25   | 26 | 27 | 28 | 29 | 30 | 31 |

### 음양력 대조 일람
| 음력월 | 월건 | 대소 | 음력 1일의 양력 월일 | 음력 1일 간지 |
| ------ | ---- | ---- | -------------------- | ------------- |
| 1월    | 무인 | 대   | 1월 28일             | 을묘          |
| 2월    | 기묘 | 소   | 2월 27일             | 을유          |
| 3월    | 경진 | 대   | 3월 27일             | 갑인          |
| 4월    | 신사 | 소   | 4월 26일             | 갑신          |
| 5월    | 임오 | 대   | 5월 25일             | 계축          |
| 6월    | 계미 | 대   | 6월 24일             | 계미          |
| 윤6월  |      | 소   | 7월 24일             | 계축          |
| 7월    | 갑신 | 대   | 8월 22일             | 임오          |
| 8월    | 을유 | 소   | 9월 21일             | 임자          |
| 9월    | 병술 | 대   | 10월 20일            | 신사          |
| 10월   | 정해 | 소   | 11월 19일            | 신해          |
| 11월   | 무자 | 대   | 12월 18일            | 경진          |
| 12월   | 기축 | 소   | 1961년 1월 17일      | 경술          |